# Giovanni Zanollo
Giovanni Zanollo (Vicenza, 3 giugno 1921 – ...) è stato un calciatore e allenatore di calcio italiano, di ruolo centrocampista.

## Carriera

### Allenatore
Allenò il Latina nella stagione 1968-1969, in Serie D.

## Palmarès

### Giocatore
- Campionato italiano di Serie B: 1

Como: 1948-1949
- Campionato italiano Serie C: 1

Vicenza: 1939-1940

### Allenatore
- Campionato italiano di Serie D: 2

Crotone: 1963-1964
Latina: 1968-1969